# Vandgang
 Vandgang  betegner en form for mobning eller et uheld, hvor en person bliver våd. Det kan dække over buksevand, men også at hovedet holdes under løbende vand til håret er vådt, at offeret skubbes ud i vand så det giver en våd sok, oversprøjtes med vand eller bare smides i vandet.
Men så siges det også om hændelige uheld, hvor en person falder i vandet eller får vand over sig.
| Samfund | Spire Denne samfundsartikel er en spire som bør udbygges. Du er velkommen til at hjælpe Wikipedia ved at udvide den. |